# Drepanosiphum aceris
Drepanosiphum aceris är en insektsart som beskrevs av Koch 1855. Enligt Catalogue of Life ingår Drepanosiphum aceris i släktet Drepanosiphum och familjen långrörsbladlöss, men enligt Dyntaxa är tillhörigheten istället släktet Drepanosiphum och familjen borstbladlöss. Arten är reproducerande i Sverige. Inga underarter finns listade i Catalogue of Life.